# Суаз
Суа́з (фр. Soize) — коммуна во Франции, находится в регионе Пикардия. Департамент коммуны — Эна. Входит в состав кантона Вервен. Округ коммуны — Вервен.
Код INSEE коммуны — 02723.

## Население
Население коммуны на 2010 год составляло 98 человек.
| 1962 | 1968 | 1975 | 1982 | 1990 | 1999 | 2010 |
| ---- | ---- | ---- | ---- | ---- | ---- | ---- |
| 157  | 156  | 132  | 125  | 104  | 106  | 98   |

## Экономика
В 2010 году среди 57 человек трудоспособного возраста (15—64 лет) 41 были экономически активными, 16 — неактивными (показатель активности — 71,9 %, в 1999 году было 66,7 %). Из 41 активных жителей работали 37 человек (18 мужчин и 19 женщин), безработных было 4 (3 мужчин и 1 женщина). Среди 16 неактивных 3 человека были учениками или студентами, 8 — пенсионерами, 5 были неактивными по другим причинам.